# Blasco de Garay
Blasco de Garay (* um 1500 in Toledo; † 1552 in Barcelona) war ein Kapitän der spanischen Marine und Erfinder.
De Garay war während der Herrschaft von Karl V., Kaiser im Heiligen Römischen Reich, Kapitän der spanischen Marine. Er lieferte mehrere wichtige Beiträge zur Schifffahrt. Der wichtigste war die Entwicklung eines Schaufelrads als Ersatz für Ruder, wie durch die Entdeckung von Dokumenten im Generalarchiv von Simancas durch den Wissenschaftler Joaquin Rubió i Ors 1880 erkannt wurde. Nach verschiedenen Quellen machte de Garay auch den ersten Versuch, ein Schiff mit Dampfkraft anzutreiben.
Allerdings wurden diese Ansprüche von den spanischen Behörden abgewiesen.

## Erfindungen
Garay selbst sandte 1539 dem Kaiser ein Dokument, das acht Erfindungen aufführte:
1. Eine Möglichkeit Fahrzeuge unter Wasser wiederzufinden und mit nur zwei Mann zu heben, auch wenn sie zweihundert Meter tief unter Wasser waren.
2. Ein Apparat mit dem jeder unbegrenzt unter Wasser tauchen konnte.
3. Ein Gerät um Objekte auf dem Meeresboden mit bloßem Auge zu entdecken.
4. Eine Möglichkeit ein Licht unter Wasser brennen zu lassen.
5. Eine Möglichkeit Brackwasser zu entsalzen.

Obwohl die Gutachter dem spanischen König positive Berichte über das Dampfschiffexperiment gaben, weigerte sich der Finanzminister wegen der Kosten und wegen praktischer und Sicherheitsmängel, die Fortführung des Projekts zu finanzieren.

## Dampfantrieb kontroverse
Blasco de Garay wird ein Versuch mit einer Dampfmaschine zugeschrieben, der auf einem Schiff im Hafen von Barcelona stattfand. Der Versuch wurde 1825 von Tomás González, dem Direktor der königlichen Archive von Simancas, in einem Schreiben an den renommierten Historiker Martín Fernández de Navarrete beschrieben. González stellte fest, dass in jener Akte ein Dokument war, das einen Test befürwortete, der am 17. Juni 1543 von dem Schiffskapitän und Ingenieur der Marine des Kaisers Karl V. durchgeführt worden war, wobei das Schiff ohne Segel oder Ruder bewegt wurde und einen „großen Kessel kochenden Wassers“ mitführte. Navarrete veröffentlichte González’ Bericht 1826 in Baron de Zach’s Astronomical Correspondence.
Der Brief von González an Navarrete wird im Folgenden wiedergegeben:
"Blasco de Garay, ein Kapitän in der Marine, führte 1543 dem Kaiser und König Karl V. eine Maschine vor, die große Boote und Schiffe antrieb, auch bei ruhigem Wetter, ohne Ruder oder Segel. Trotz der Hindernisse und der Widerstände gegen dieses Projekt befahl der Kaiser einen Versuch, der im Hafen von Barcelona gemacht werden sollte und der am 17. Juni im besagten Jahr 1543 stattfand.
Garay erklärte nicht die Einzelheiten des Experiments. Es war dennoch während des Experiments klar, dass es aus einem großen Kessel mit kochendem Wasser bestand und aus sich bewegenden Rädern, die an beiden Seiten des Schiffes befestigt waren. Das Experiment wurde an einem Schiff von 200 Tonnen namens Trinidad gemacht, das aus Colibre kam, um eine Getreidefracht auszuladen, auf der Peter de Scarza Kapitän war. Auf Befehl von Karl V. waren Don Henry de Toledo, der Gouverneur, Don Pedro de Cordova, der Schatzmeister Ravago, und der Vizekanzler und Intendant von Katalonien Zeugen des Experiments. In dem Bericht an den Kaiser und den Prinzen wurde die geniale Erfindung generell anerkannt, besonders wegen der Schnelligkeit und Leichtigkeit, mit denen das Schiff bewegt wurde.
Der Schatzmeister Ravago, ein Feind des Projekts, sagte, dass das Fahrzeug zwei Leugen (das sind mehrere km) in drei Stunden fortbewegt werden konnte, dass die Maschine kompliziert und teuer war und dass die Gefahr bestand, dass der Kessel explodieren könnte. Die anderen Kommissionsmitglieder bestätigten, dass das Fahrzeug mit der gleichen Geschwindigkeit fuhr wie eine Galeere auf die gewöhnliche Art und zwar mindestens mit einer Leuge pro Stunde.
„Sobald das Experiment vollführt war, nahm Garay die ganze Maschine, mit der er das Fahrzeug ausgestattet hatte, ließ nur den hölzernen Rahmen im Arsenal von Barcelona und behielt den ganzen Rest für sich.“
„Trotz Ravagos Opposition wurde die Erfindung anerkannt, und wenn die Expedition, mit der Karl V. zu der Zeit befasst war, ihn nicht davon abgehalten hätte, hätte er sie ohne Zweifel weiter verfolgt. Wie auch immer beförderte der Kaiser den Erfinder um einen Grad, machte ihm ein Geschenk von 200.000 Maravedís und befahl, die Aufwendungen aus dem Staatsschatz zu bezahlen, und bewilligte ihm weitere Vergünstigungen.“
„Diese Darstellung wurde aus den Dokumenten und Büchern abgeleitet, die in den Königlichen Archiven von Simancas aufbewahrt werden, neben den Geschäftsakten von Catalonia und denen der militärischen und schifffahrtstechnischen Abteilungen des besagten Jahres 1543.“ Simancas, 27. August 1825, Tomas Gonzalez.
Dampfschiffe wurden in Spanien erst 1817 eingeführt. Die Real Fernando von 1817, die den Guadalquivir zwischen Sevilla und Sanlucar regelmäßig befuhr, war wahrscheinlich das erste Dampfschiff, das in Spanien gebaut wurde. Vorher gab es die PS Hope, gebaut 1813 in Bristol.
Die vergebliche Suche nach Beweisen zu diesem Brief führte zu einer Kontroverse zwischen französischen und spanischen Wissenschaftlern.
Die Angelegenheit gewann solche Popularität, dass Honoré de Balzac darüber ein Theaterstück schrieb, eine Komödie mit Prolog und fünf Akten mit dem Titel Les Ressources de Quinola, das am 19. März 1842 in Paris Premiere hatte und das dazu tendierte, den spanischen Anspruch zu unterstützen.
Allerdings wurden diese Ansprüche von den spanischen Behörden abgewiesen.